# 耶鲁大学艺术与建筑大厦

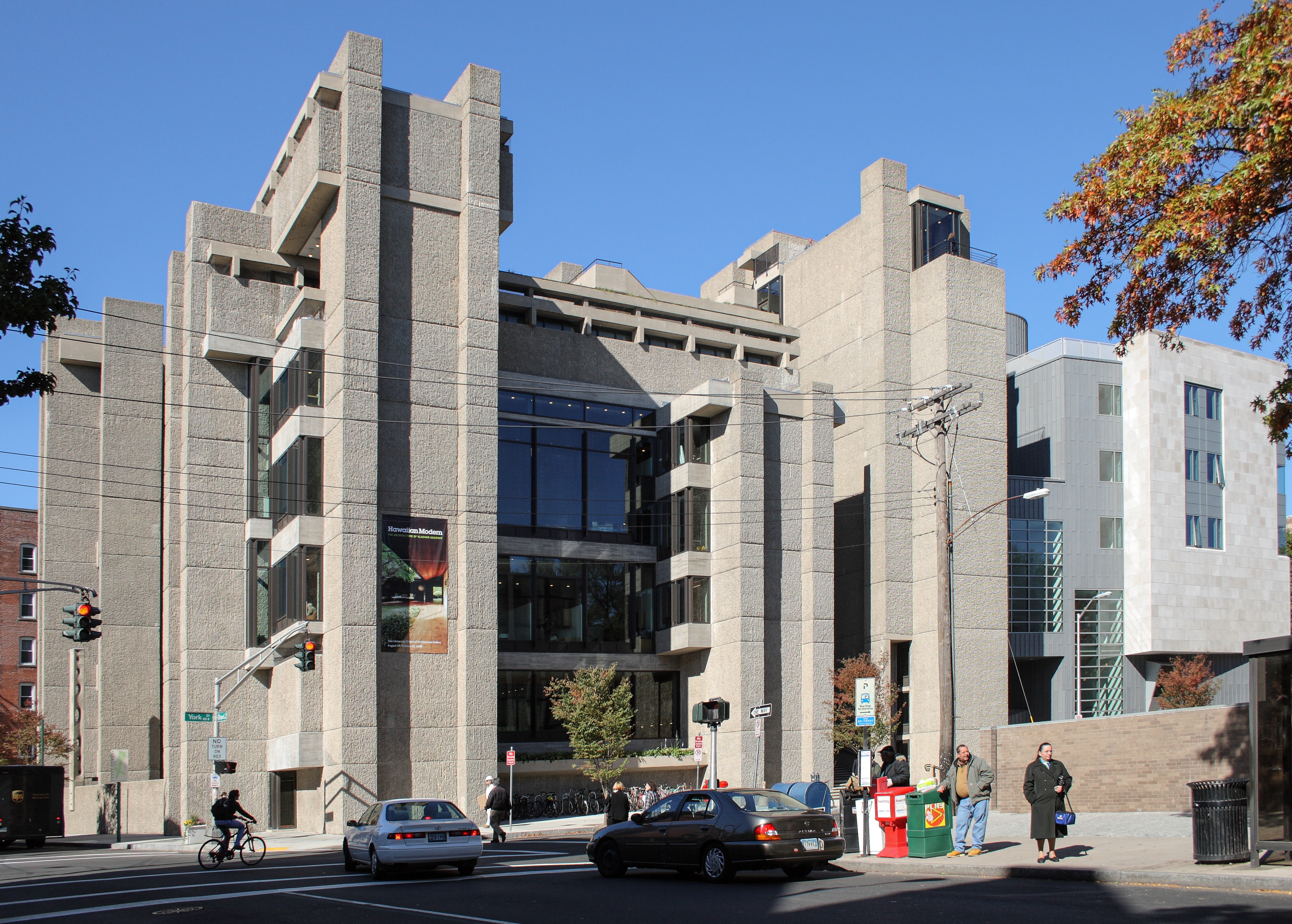
耶鲁大学艺术与建筑大厦

耶鲁大学艺术与建筑大厦（Yale Art and Architecture Building，"A & A Building"）是美国最早，最著名的粗野主义建筑之一，耶鲁大学建筑学院所在地（艺术学院也曾设于此楼），位于康涅狄格州纽黑文。
该楼由建筑师保罗·鲁道夫设计，1963年建成，在七层中包含了超过30个楼层。设计受到了弗兰克·劳埃德·赖特的水牛城拉金行政大楼，以及勒·柯布西耶后来建筑的影响。